# سمگا
گروه سرمایه‌گذاری میراث فرهنگی و گردشگری ایران (یا به اختصار: سمگا) نخستین و بزرگترین شرکت ایرانی در زمینه اجرای پروژه‌های سرمایه‌گذاری در حوزه گردشگری است. این شرکت همچنین اولین هلدینگ گردشگری است که سهام آن در بورس با نماد سمگا مورد معامله قرار می‌گیرد.
این شرکت یکی از ۵ شرکت زیرمجموعه گروه مالی گردشگری است. بانک گردشگری، شرکت گسترش صنایع و معادن ماهان، شرکت اقتصادی نگین گردشگری ایران و گروه مهندسی و فناوری صنعت نفت و گاز لاوان از دیگر شرکت‌های زیر مجموعه گروه مالی گردشگری می‌باشند.

## تاریخچه
شرکت سمگا (سهامی عام) در مردادماه سال ۱۳۸۸ با سرمایه حدود ۲۰۰ ریال تأسیس شد. در مهر ماه سال ۱۳۸۸ درخواست این شرکت برای عضویت در سازمان جهانی گردشگری مورد تأیید قرار گرفت و این شرکت عنوان نخستین بخش خصوصی ایرانی عضو سازمان جهانی گردشگری (unwto) لقب گرفت. در حال حاضر و پس از یک مرتبه افزایش سرمایه، سرمایه شرکت در حدود ۴۰۰۰ میلیارد ریال برآورد می‌گردد.

## خدمات
این شرکت در زمینه‌های زیر فعالیت دارد:
ساخت و نگهداری هتل
ساخت و نگهداری مجتمع‌های رفاهی
مرمت و احیای بناهای تاریخی و گردشگری
سرمایه‌گذاری در استارتاپ‌های حوزه گردشگری

## پروژه‌های شرکت
پروژه‌های در حال اتجام:
مرمت، احیا و بهره‌برداری از کاروان‌سرای وکیل کرمان
مرمت، احیا و بهره‌برداری از گراند هتل قزوین
طراحی و توسعه هتل بافت
طراحی و توسعه مجموعه اقامتی و تجارتی سیرجان
طراحی و توسعه پروژه اداری، تجاری، اقامتی نگین افق نیایش
طراحی و توسعه هتل بافت
پروژه‌های انجام شده:
میکامال کیش
سیتی سنتر اصفهان
سرمایه‌گذاری، ساخت و بهره‌برداری از هتل فرودگاه امام خمینی (این پروژه به اتمام رسیده‌است)
یکی از پروژه‌های بزرگ گروه سمگا، ساخت ۳۱ هتل در ۳۱ استان کشور است که تفاهم نامه این پروژه با سازمان میراث فرهنگی و گردشگری به امضا رسیده‌است.
بعد از توافق هسته ای یکی از قراردادهایی که با اروپایی‌ها به امضا رسد مربوط به پروژه فرودگاه امام خمینی بود که طرف ایرانی قرارداد شرکت سمگا بود. این قرارداد به جهت اداره مجموعه هتل‌های فرودگاه امام خمینی امضا گردید.

## مهمترین شرکت‌های زیر مجموعه
این شرکت دارای بیش از ۱۰ شرکت زیر مجموعه می‌باشد.
| نام شرکت                                 | تاریخ تأسیس | نوع فعالیت                                                                              |
| ---------------------------------------- | ----------- | --------------------------------------------------------------------------------------- |
| توسعه گردشگری آریا زیگورات               | ۱۳۸۸/۱۰/۱۴  | انجام کلیه فعالیت‌های اقتصادی، صادرات و واردات، مشارکت و سرمایه‌گذاری در زمینه‌های گردشگری |
| تندیس تجارت باختر                        | ۱۳۹۰/۰۴/۰۵  | انجام کلیه فعالیت‌های اقتصادی، صادرات و واردات، خرید و فروش سهام و پیمانکاری             |
| توسعه مجتمع‌های خدماتی رفاهی پارس زیگورات | ۱۳۷۸/۰۷/۱۸  | انجام کلیه فعالیت‌های اقتصادی، صادرات و واردات، مشارکت و سرمایه‌گذاری در زمینه‌های گردشگری |
| لیزینگ شید                               | ۱۳۷۹/۰۷/۱۳  | انجام کلیه فعالیت‌های اقتصادی                                                            |
| تلاشگران اندیشه کاراد                    | ۱۳۹۰/۰۴/۱۵  | انجام کلیه فعالیت‌های آموزشی و پژوهشی در زمینه گردشگری                                   |
| توسعه فناوری اطلاعات گردشگری ایران       | ۱۳۸۸/۱۰/۲۳  | انجام کلیه فعالیت‌های رایانه‌ای و ایجاد سیستم‌های کامپیوتری                                |
| تجارت بین‌الملل میلاد آریا زیگورات        | ۱۳۸۸/۰۸/۰۵  | انجام کلیه فعالیت‌های اقتصادی، صادرات و واردات، خرید و فروش سهام                         |